# Lago de Saint-Point
El lago de Saint-Point, conocido también con el nombre de lago de Malbuisson, es el tercer lago natural de Francia por superficie. Está situado en el departamento de Doubs, en el macizo del Jura, a 15 kilómetros de la ciudad de Pontarlier.

## Geografía
Tercer lago natural de Francia tras el Lago Bourget y el Lago de Annecy, exceptuando la parte francesa del Lago Lemán. Es el mayor de los lagos naturales del Jura francés.
Tiene una superficie de 4,19 km², con 7,2 kilómetros de largo y 1 kilómetro de ancho.

### Comunas ribereñas
- Les Grangettes
- Labergement-Sainte-Marie
- Malbuisson
- Montperreux
- Oye-et-Pallet
- Saint-Point-Lac

## Historia
1994: Llegada de la vigésima etapa del Tour de Francia procedente de Morzine y victoria de Djamolidin Abdujaparov por delante de Ján Svorada y Silvio Martinello.

## Actividades
- En verano: baño, vela, pesca y paseos por un camino peatonal que rodea todo el lago.
- En invierno: Cuando se congela completamente se convierte en una bonita pista de patinaje natural.

- Datos: Q498738
- Multimedia: Lac de Saint-Point / Q498738